# Освајачи олимпијских медаља у атлетици — 3.000 метара препреке за жене
Освајачи олимпијских медаља у атлетици, за жене у дисциплини, 3000 m препреке, која се први пут појавила на програму на Олимпијским играма 2008. године у Пекингу. Приказани су у следећој табели резултати исказани у минутама:секундама.стотинкама.
| Дисциплина           |                                   |             |                                 |             |                               |             |
| Пекинг 2008.         | Гулнара Самитова-Галкина · Русија | 8:58,81 СР  | Јунис Џепкорир · Кенија         | 9:07,41 АФР | Јекатерина Волкова · Украјина | 9:07,64     |
| Лондон 2012.         | Хабиба Гриби Тунис                | 9:08.37     | Софиа Асефа Етиопија            | 9:09.84     | Мика Чемос Чејва Кенија       | 9:09.88     |
| Рио де Жанеиро 2016. | Рут Џебет Бахреин                 | 8:59.75 АЗР | Хајвин Кијенг Џепкемои Кенија   | 9:07.12     | Ема Кобурн Сједињене Државе   | 9:07.63 АМР |
| Токио 2020.          | Перут Чемутаи Уганда              | 9:01.45     | Кортни Фрерикс Сједињене Државе | 9:04.79     | Хајвин Кијенг Џепкемои Кенија | 9:05.39     |
| Париз 2024.          | Винфред Јави Бахреин              | 8:52.76 ОР  | Перут Чемутаи Уганда            | 8:53.34     | Фејт Черотич Кенија           | 8:55.15     |
| Лос Анђелес 2028.    |                                   |             |                                 |             |                               |             |

- СР = Светски рекорд (у том тренутку)
- АФР = Афрички рекорд (у том тренутку)
- АЗР = Азијски рекорд (у том тренутку)
- АМР = Амерички рекорд (у том тренутку)
- ОР =  Олимпијски рекорд (актуелни)

## Биланс олимпијских медаља на 3.000 м препреке за жене
| Ранг | Држава           | Злато | Сребро | Бронза | Укупно |
| ---- | ---------------- | ----- | ------ | ------ | ------ |
| 1.   | Бахреин          | 2     | -      | -      | 2      |
| 2.   | Уганда           | 1     | 1      | -      | 2      |
| 3.   | Русија           | 1     | -      | -      | 1      |
| 3.   | Тунис            | 1     | -      | -      | 1      |
| 5.   | Кенија           | -     | 2      | 3      | 5      |
| 6.   | Сједињене Државе | -     | 1      | 1      | 2      |
| 7.   | Етиопија         | -     | 1      | -      | 1      |
| 8.   | Украјина         | -     | -      | 1      | 1      |
|      | Укупно 8 земаља  | 5     | 5      | 5      | 15     |